# Sarah Harris Fayerweather
Pour les articles homonymes, voir Harris.
Sarah Harris Fayerweather (16 avril 1812 - 16 novembre 1878) est une militante afro-américaine, abolitionniste et  pour la déségrégation scolaire. À partir de janvier 1833, à l'âge de vingt ans, elle fréquente le Canterbury Female Boarding School de Prudence Crandall à Canterbury, Connecticut, la première école non ségréguée  aux États-Unis. 

## Biographie

### Petite enfance et éducation
Elle naît sous le nom Sarah Ann Major Harris le 16 avril 1812 à Norwich (Connecticut). Fille de William Monteflora Harris et Sally Prentice Harris, tous deux agriculteurs, d'origine africaine et antillaise, elle est la deuxième d'une fratrie de douze enfants. Elle est élevée dans la foi de l'Église orthodoxe de la Congrégation de Canterbury.  

### Carrière
En septembre 1832, alors qu'elle souhaite ouvrir une école pour enfants noirs, elle demande son admission au pensionnat pour femmes de Canterbury. Dans une lettre au journal abolitionniste The Liberator de William Lloyd Garrison, Prudence Crandall se souvient de la visite de Sarah : « Une fille de couleur, respectable - professeure de religion - et fille de parents honorables, m’interpelle au cours du mois de septembre dernier, et me dit de manière très sérieuse, Miss Crandall, je veux apprendre davantage, assez si possible pour enseigner aux enfants de couleur. Et si vous m'admettez dans votre école, je serai pour toujours votre plus grande obligée. Si vous pensez que cela est blessant à votre égard, je n'insisterai pas sur cette requête »,. Après une brève délibération, Prudence Crandall l'admet à l'école et refuse de l'expulser lorsque les parents de la plupart des autres étudiantes retirent leurs filles de l'établissement,.  

### LaBlack Lawdu Connecticut
L'opposition de la communauté de Canterbury, qui défend la ségrégation scolaire, est forte et violente. Prudence Crandall rouvre son école en 1833, afin d'enseigner à des étudiantes uniquement afro-américaines, recrutées avec le soutien The Liberator du Connecticut, de New York, Philadelphie, Boston et Providence,. En réaction, le Connecticut vote le 24 mai 1833 la Black Law, pour empêcher les jeunes filles noires habitant d'autres États de venir s'instruire au Connecticut, afin de ne pas augmenter la population noire de l’État, au préjudice de la population,.
Prudence Crandall subit plusieurs procès et passe une nuit en prison, pour avoir enfreint la Black Law,. Sarah Ann Major Harris continue de fréquenter l'école, malgré le harcèlement et l'ostracisation dont elle est victime, jusqu'à ce que Miss Crandall, craignant pour la sécurité de ses élèves après qu'une foule hostile ait convergé vers son établissement en septembre 1834, ne la ferme définitivement,.
La Black Law est abrogée en 1838.

### Vie personnelle
Sarah Harris épouse George Fayerweather, Jr., un forgeron métis de dix ans son aîné, le 28 novembre 1833. Le couple s'installe à New London (Connecticut) en 1841 puis à Kingston (Rhode Island), en 1855 pour élever leurs huit enfants. L'une de leur fille, Sarah, devient enseignante à Wilmington dans le Delaware et l'un de leur fils, George, éducateur à la Nouvelle-Orléans.
Avec son mari, elle soutient l'abolitionnisme et l'égalité raciale. Elle rejoint la Kingston Anti-Slavery Society et assiste à des réunions anti-esclavagistes tenues par l'American Anti-Slavery Society dans diverses villes du Nord. Après la guerre de Sécession, elle renoue sa correspondance avec son ancienne professeure Prudence Crandall et l'ancien esclave devenu abolitionniste Frederick Douglass. Elle est abonnée à The Liberator, jusqu'à la fin de sa publication en 1865,. Elle continue de s'investir dans l'activité de son église, se joignant à la classe de l'école du dimanche  à l'église congrégationaliste de Kingston.
Après avoir rendu visite à Prudence Crandall au Kansas, Sarah Fayerweather tombe malade sur le chemin du retour. Survivant neuf ans à son mari, elle décède le 16 novembre 1878 d'un œdème au cou. Elle repose au Old Fernwood Cemetery de South Kingstown, dans l'État du Rhode Island aux côtés de son époux, George Fayerweather, III,.

## Héritage et honneurs
En 1970, en hommage à Sarah Harris Fayerweather, une résidence pour étudiants sur le campus de l'université du Rhode Island prend le nom de Fayerweather Hall,. La bibliothèque de l'université conserve une collection de documents de Sarah Harris Fayerweather. La Fayerweather Craft Guild, située à Kingston, sur le site de l'ancienne maison de forgeron de sa famille, est nommée en son honneur.  
Le mouvement de lutte contre la ségrégation scolaire mené notamment par Fayerweather, Prudence Crandall, Margaret Douglass, Myrtilla Miner trouvera un aboutissement en 1954 avec l'arrêt de la Cour suprême.  

### Arrêt Brown v. Board of Education du 17 mai 1954
Cet arrêt, voté à l’unanimité, déclare la ségrégation raciale inconstitutionnelle dans les écoles publiques, la Cour suprême, sous la présidence du juge Earl Warren, estimant que les installations « séparées mais égales » sont intrinsèquement inégales et violent le XIVe amendement. La Cour estime que la ségrégation dans l'éducation publique, fondée sur la race, a instillé un sentiment d'infériorité qui avait un effet extrêmement préjudiciable sur l'éducation et la croissance des enfants afro-américains. Earl Warren a basé une grande partie de son opinion sur des informations provenant d'études en sciences sociales, plutôt que sur des précédents judiciaires. La décision utilise également un langage relativement accessible aux non-juristes, car Earl Warren estimait qu'il était nécessaire que tous les Américains en comprennent la logique,,,,. Reconnaissant les difficultés pratiques de l'abolition de la  ségrégation, la Cour demande aux parties liées à l'affaire et aux autres parties concernées (le gouvernement fédéral et les 17 États qui pratiquent alors la ségrégation dans l'enseignement) de présenter pour la session de 1955 leurs conclusions sur les moyens d'y parvenir. Certes, la jurisprudence Plessy v. Ferguson n'est pas explicitement rejetée : il n'est pas contesté que la ségrégation soit légale dès lors que les possibilités offertes aux deux races sont égales. Mais elle est vidée de sa substance, puisque, au moins dans le domaine de l'éducation pour ce premier arrêt, des systèmes séparés ne peuvent être égaux.